# Jan Patočka
Jan Patočka (1. června 1907 Turnov – 13. března 1977 Praha) byl jeden z nejvýznamnějších českých filosofů 20. století. Zabýval se fenomenologií, filosofií dějin, filosofickým dílem J. A. Komenského, T. G. Masaryka a Edmunda Husserla, českou literaturou, uměním a kulturou. Patočkovo dílo a jeho osobnost výrazně ovlivnily soudobé české myšlení, zejména v kruzích nezávislé inteligence a disentu 60. až 80. let. Byl jedním z prvních mluvčích Charty 77.
K jeho početným žákům patří mj. Václav Bělohradský, Vladimír Borecký, Tomáš Halík, Ladislav Hejdánek, Pavel Kouba, Daniel Kroupa, Ladislav Menzel, Jiří Michálek, Jiří Němec, Zdeněk Neubauer, Radim Palouš, Miroslav Petříček, Zdeněk Pinc, Petr Rezek, Jan Sokol a mnoho dalších.

## Životopis
Narodil se jako třetí ze čtyř synů klasického filologa a středoškolského pedagoga Josefa Patočky a zpěvačky Františky, rozené Procházkové. Dva z jeho bratří se také stali vysokoškolskými profesory. Jeho otec choval velkou úctu k Masarykovi a Hostinskému, za jejichž žáka se považoval. Po maturitě na vinohradském reálném gymnáziu v Praze se roku 1925 zapsal ke studiu slovanské filologie, romanistiky a filosofie na Filozofické fakultě UK. V roce 1928 při studijním pobytu v Paříži se poprvé setkal s Edmundem Husserlem. V červnu roku 1931 promoval z filozofie disertační prací Pojem evidence a jeho význam pro noetiku u J. B. Kozáka a stal se jeho asistentem. Vedlejší rigorózní zkoušku složil z estetiky. Jako stipendista Humboldtovy nadace v roce 1933 studoval u Husserla a Martina Heideggera ve Freiburgu fenomenologii a navázal celoživotní přátelství s Husserlovým asistentem Eugenem Finkem.
Podílel se na založení Cercle philosophique de Prague, stal se jeho českým sekretářem a v roce 1936 se habilitoval prací Přirozený svět jako filosofický problém, která ovlivnila české filosofické prostředí na mnoho let. Od roku 1937 byl redaktorem časopisu Česká mysl, spoluorganizoval Husserlovy přednášky v Praze a po jeho smrti (1938) se přičinil o záchranu jeho pozůstalosti.
Po uzavření českých vysokých škol v roce 1939 učil na gymnáziu a vydal několik knížek jako přípravu pro budoucí studenty university; koncem války byl nasazen na stavbě. V roce 1945 se vrátil vyučovat na Filozofickou fakultu UK.
V roce 1946 byla založena Pedagogická fakulta Masarykovy univerzity a pro výuku filozofie se jí v brněnském prostředí nepodařilo najít vhodného docenta. Ministerstvo školství proto pověřilo Patočku výukou na této fakultě. Patočka pověření přijal, důvodem bylo jednak jeho mínění o kvalitě vědeckého prostřední na Masarykově univerzitě a dále pak možnost realizovat jmenovací řízení. Patočka byl pověřený 3. října 1946 a zahájení výuky ohlásil na 1. listopadu 1946. Přednášky se konaly vždy v úterý a Patočka vyučoval předměty Úvod do filosofických nauk, Dějiny filosofie a Logiku. V pondělí pak vyučoval semináře. Do Brna dojížděl vlakem a přespával v hotelu, což ho velmi unavovalo. Na univerzitě se také rozběhlo Patočkovo jmenovací řízení a rektor univerzity Ladislav Seifert dne 22. prosince 1947 předložil Patočkovo jmenovací řízení k projednání pedagogické komisi univerzity. Po únoru 1948 se Patočkova pozice na fakultě zhoršila a 28. února 1948 děkan fakulty František Trávníček zrušil Patočkovo pověření přednáškami. Proti zrušení se Patočka úspěšně ohradil, nicméně již 5. června 1948 se vzdal funkce pověřeného profesora filosofie a vedoucího filosofického semináře. 23. června 1948 mu fakultní sbor vyslovil poděkování za práci a přání brzkého uzdravení a Patočka Pedagogickou fakultu Masarykovy univerzity opustil. V roce 1949 pak odmítl členství v KSČ a následně musel rezignovat i na pozici na Filozofické fakultě Univerzity Karlovy.
Od roku 1950 pracoval v Ústavu T. G. Masaryka, pak ve Výzkumném ústavu pedagogickém, kde připravoval první vydání Komenského Všenápravy. Od roku 1964 byl editorem ve Filosofickém ústavu Akademie věd, absolvoval přednáškové pobyty ve Francii, v Belgii a v Německu, roku 1968 se podruhé vrátil na Univerzitu Karlovu, byl jmenován profesorem, ale roku 1972 byl penzionován. Roku 1971 získal čestný doktorát Technické univerzity v Cáchách, nedostal však povolení k vycestování. Roku 1973 odjel na mezinárodní filozofický kongres ve Varně, jeho vystoupení však bylo přerušeno a měl pak zákaz cestovat i publikovat. Jeho přednášky v bytových seminářích byly významnými událostmi jinak vcelku šedého kulturního života 70. let.
V roce 1976 organizoval petici za propuštění mladých hudebníků kapely Plastic People a stal se (spolu s Václavem Havlem a Jiřím Hájkem) jedním z prvních mluvčích Charty 77 (1. ledna 1977). Občanské angažmá v „Chartě 77“ mu jistě ukrátilo život a zároveň získalo určitou proslulost, zejména v zahraničí.
Svými posledními texty k Chartě 77 vtiskl chartě výrazný občanský a mravní charakter (v duchu své vlastní filosofie). Již 5. ledna a šestkrát mezi 10. a 17. lednem 1977 byl dlouze vyslýchán StB. Další mnohahodinový výslech podstoupil 3. března po setkání s nizozemským ministrem zahraničí Maxem van der Stoelem, k němuž došlo 1. března. Po tomto posledním vyčerpávajícím výslechu byl v noci hospitalizován s podezřením na infarkt a v nemocnici posléze zemřel na mozkovou mrtvici, k níž u něho došlo v noci z 10. na 11. března. Jeho pohřeb se stal významnou událostí protikomunistického odporu, proto byl záměrně manipulován a rušen, aby přišlo co nejméně lidí a nebylo slyšet proslov. Nejdříve bylo měněno datum a hodina pohřbu a přímo při pohřbu létala nad hřbitovem policejní helikoptéra a na stadionu na Markétě túrovali příslušníci Rudé hvězdy plochodrážní motocykly. Patočku pohřbíval pater (pozdější učitel na CMBF v Litoměřicích) František Jedlička, o němž později vyšlo překvapivě najevo, že byl ve skutečnosti spolupracovníkem Státní bezpečnosti. Nekrolog četl Ladislav Menzel, který v červenci následujícího roku předčasně zemřel. V letech 1977–1989 vyšlo v samizdatu 27 svazků „Archivního souboru“ Patočkova díla.
Ačkoli se předpokládalo, že neexistuje žádný videozáznam s profesorem Patočkou, francouzská televize INA věnovala v roce 2018 pražskému Archivu Jana Patočky záznamy rozhovorů s filosofem z doby, kdy byl mluvčím Charty 77. Jde pravděpodobně o jediné dochované záběry Patočky.

## Ocenění

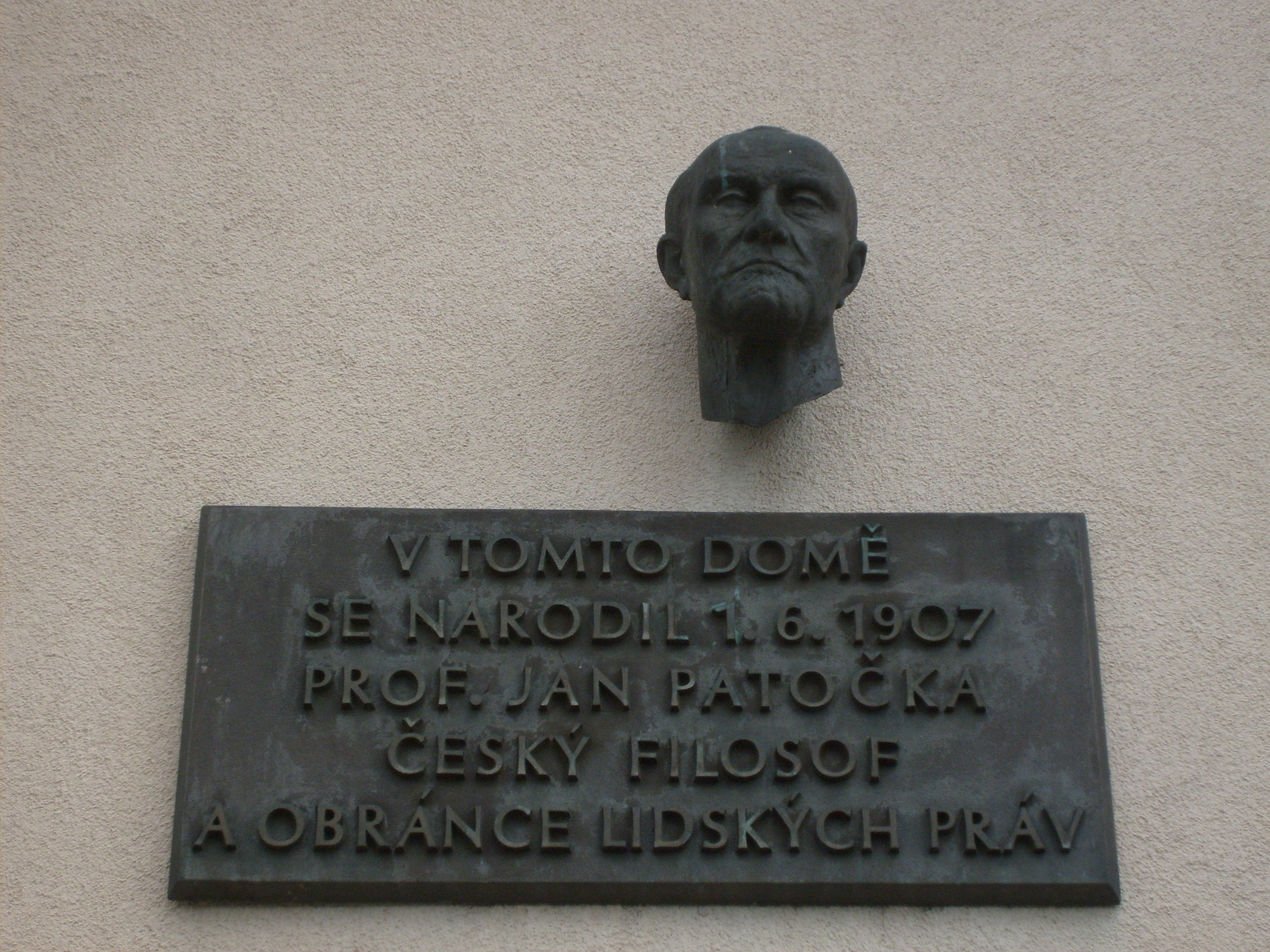
Pamětní deska na rodném domě v Turnově

- Roku 1991 byl vyznamenán Řádem Tomáše Garrigua Masaryka  I. třídy in memoriam.
- Po Janu Patočkovi byla pojmenována ulice v Praze 6 – Břevnově.
- Po Janu Patočkovi bylo pojmenováno gymnázium na Praze 1.
- V jeho rodném městě Turnově je po něm pojmenováno Sídliště Jana Patočky.
- Na rodném domě v Turnově (Sobotecká čp. 242) je umístěna pamětní deska.

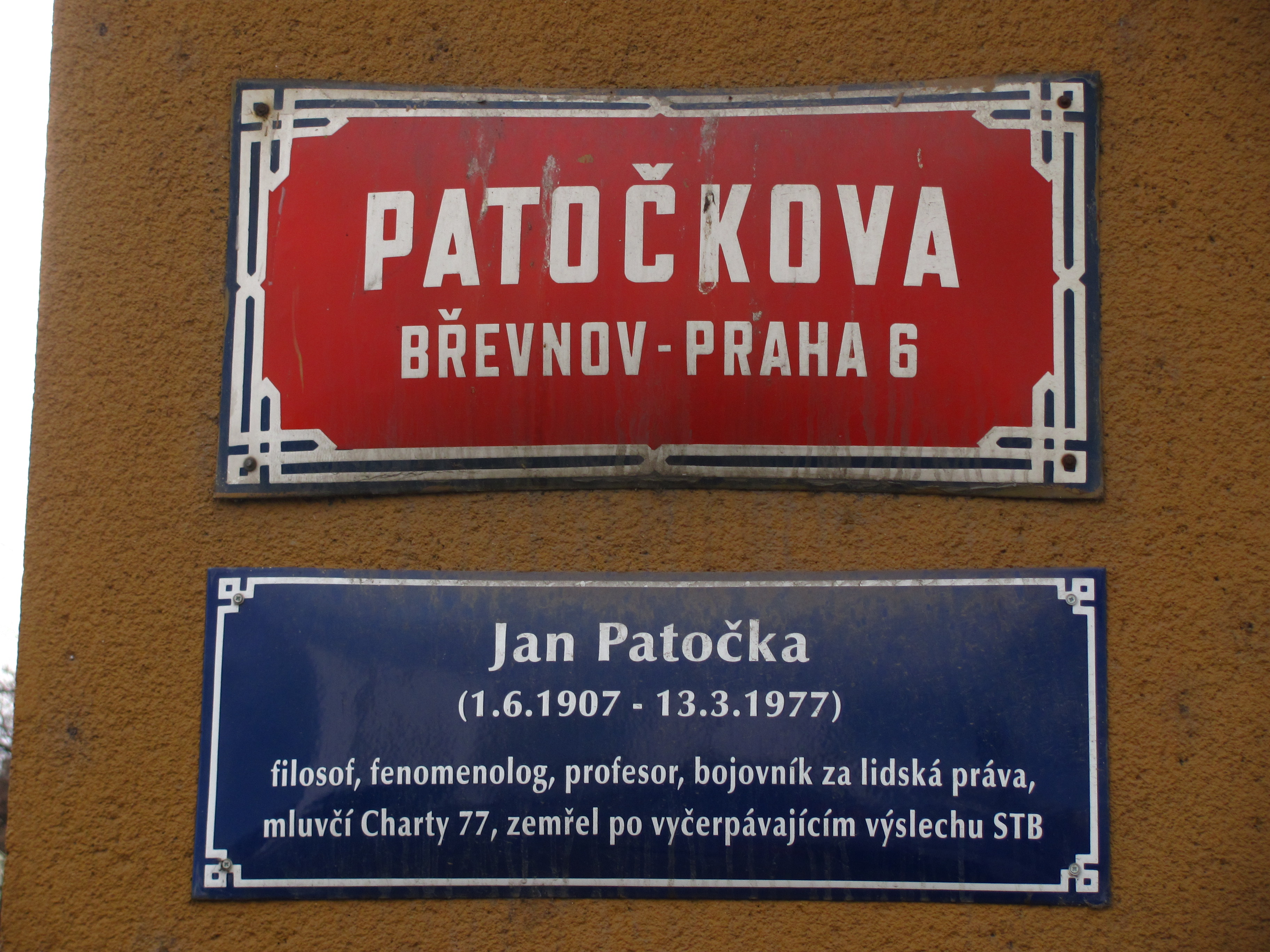
Patočkova ulice v Praze 6 – Břevnově

- Akademie věd udílí Medaili Jana Patočky a spolu s Univerzitou Karlovou spravuje jeho archiv.
- Patočkovi byl věnován politický esej Moc bezmocných Václava Havla.
- Jeho setkání s Maxem van der Stoelem, které ho stálo život, připomíná v Praze pomník.[11]
- Ministr obrany ČR mu udělil Osvědčení účastníka 3. odboje.[12]

## Dílo
Hlavní část Patočkova rozsáhlého, i když často torzovitého díla je věnována fenomenologii, kde navázal na Husserlův objev přirozeného světa (Lebenswelt) naší bezprostřední, naivní zkušenosti (v protikladu k racionálnímu světu vědy), snažil se spojit odkaz Husserlův a Heideggerův a zkoumal pojem pohybu. Lidský život chápe Patočka jako trojí pohyb: pohyb zakotvení či přijetí, pohyb práce a boje, a konečně pohyb průlomu či pravdy. Rozvinul také Platónovu myšlenku péče o duši, která je podle něho vlastním jádrem evropské identity a jedinečnosti. Pokoušel se vytvořit novou filosofii dějin a Kacířské eseje o filosofii dějin (1975) se staly jeho nejznámějším a nejčastěji překládaným dílem. Řada dalších prací se týká filosofického významu J. A. Komenského a filosofie výchovy, ale také českých dějin, literatury, divadla a umění vůbec. Patočka byl také vynikající překladatel a do češtiny přeložil např. Hegelovu Fenomenologii ducha a Estetiku, díla Herderova, Schellingova nebo Mikuláše z Kusy, naopak z češtiny do němčiny převedl Boží Duhu J. Durycha.

### Přirozený svět jako filosofický problém
Habilitační práce (1936), v níž Patočka navazuje na myšlenky pozdního Husserla. Snaží se odkrýt původní přirozenou zkušenost člověka se světem. Absence této přirozené zkušenosti vede k vnímání světa pouze pod zorným úhlem vědy, která však rezignovala na pochopení světa v jeho celku, místo toho jej tříští do mnoha nepřehledných dílčích oborů. Tento stav vnímání světa nakonec vede k rezignaci na otázku po smyslu lidské existence ve světě a k pasivní odevzdanosti osudu bez sebemenších známek odpovědnosti. Kniha je rozdělená do dvou částí. První část tvoří text z roku 1936 (Patočka ve své analýze přirozeného světa vychází zejména z Husserlovy transcendentální fenomenologie). Druhá část byla napsána o 33 let později jako obsáhlý dodatek ke druhému vydání této knihy (autor vychází v mnohých případech z Heideggera, přičemž kritizuje Husserlovu absolutní reflexi pro její mimosvětskost). Právě v této druhé části je objasněn problém tří existencionálních pohybů lidské existence (které jsou de facto rozpracováním filosofie M. Heideggera v jeho Bytí a čase):
- Pohyb zakotvení
- Pohyb práce a boje
- Pohyb průlomu a pravdy - k dosažení celku světa

(všude důraz na proces, jehož původcem je člověk jednající a rozvrhující ve světě a v dějinách).

### Negativní platonismus
V tomto útlém spisku, který, ač byl napsán počátkem 50. let, vyšel (mimo samizdat) teprve v roce 1990, se Patočka snaží nabourat tradiční představu chápání metafyziky jako představu o strnulých, nečasových a věčně jsoucích entitách (idejích). Místo toho se snaží předložit jakousi "negativní metafyziku", která tvrdí, že ideje jsou veskrze transcendentní, neuchopitelné a především odpředmětňující, nemají v sobě kladný obsah, spíše jsou věčným "záporným plus", které překračuje každý daný obsah. Na základě těchto myšlenek kritizuje Patočka každý pozitivní nárok na pravdu jakožto uchopení toho ideji vlastního a následné ovládnutí světa, přisvojení si pravdy a vytvoření ideologie. Tvrdí totiž, že člověk je bytostí svobodnou, důstojnou, ovládající (ve smyslu vědy, ve smyslu chápání se předmětů, jejich popisování a ovládání), ale také pokornou a sloužící jakémusi vyššímu principu, který se nikdy neukáže ve své celkovosti. Ukazuje tak člověka jako bytost neustále hledající, bytost otázky a filosofie.

### Kacířské eseje o filosofii dějin
Práce z roku 1975 pohlíží na filosofii dějin z hlediska tří pohybů lidské existence. Na úsvit dějin se dívá jako na prožívání mytické, samozřejmé skutečnosti, jež později ovládl logos, rozum, racionalita. Ta původně znamenala snahu pochopit člověka a svět, od 16. století však na pochopení a vnitřní formování člověka rezignuje a soustředí se na vnější svět, který se navíc snaží spíš ovládnout než pochopit. Tento vývoj vedl k jednostrannému rozvoji techniky a nakonec vyústil ve století válek a velkých otřesů. Člověk by měl proto sám sebe a svůj život nahlédnout jako bytí v celku, v celkové souvislosti jeho smyslu a jeho bytostné vztaženosti ke smrti. Jedině tak budeme moci bojovat proti pravdám, které se nám vnucují zvenčí, a jedině tak dosáhneme života ve spravedlivé polis a budeme umět žít „život v pravdě“.

## Vydání Patočkových spisů

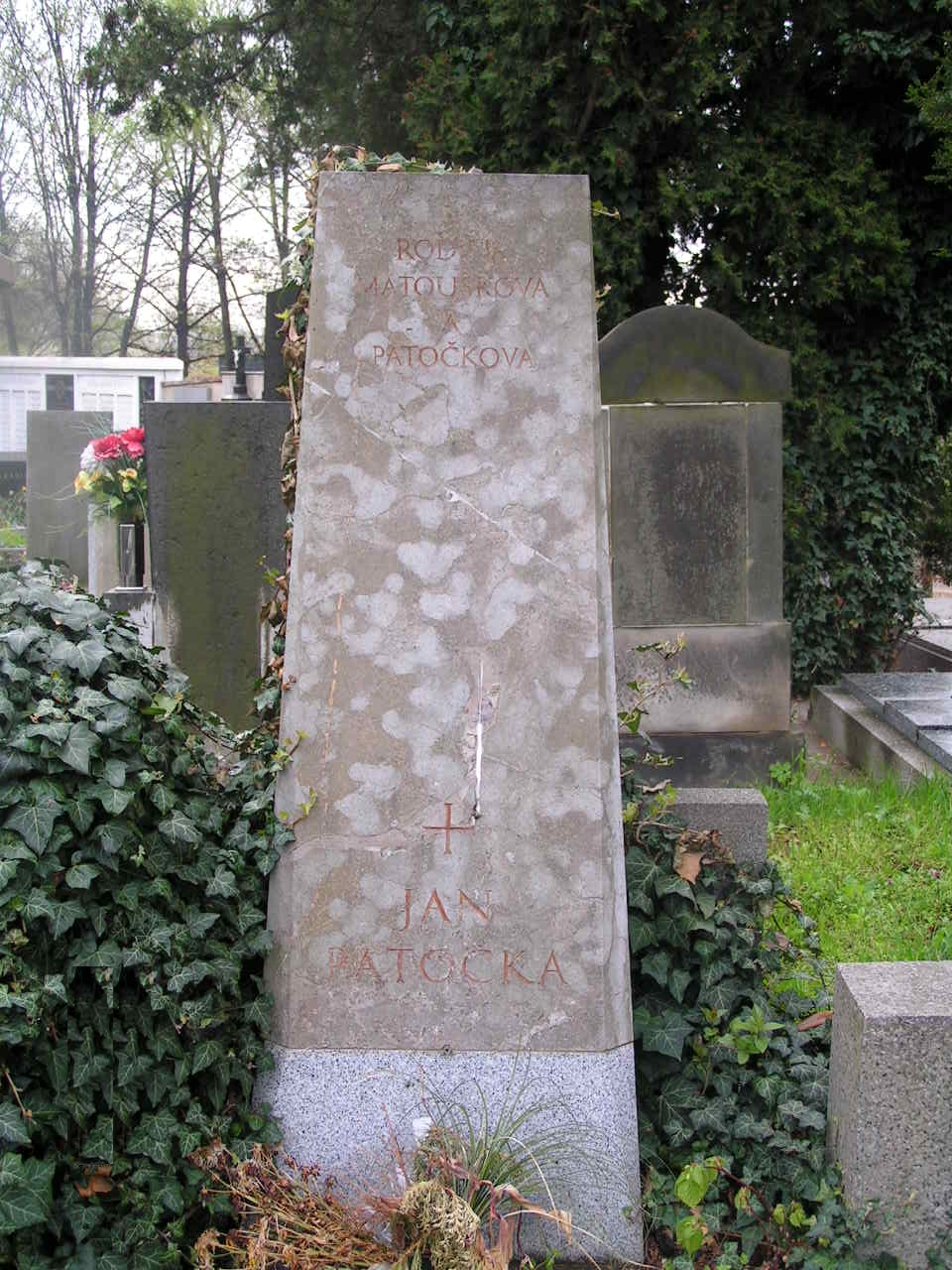
Náhrobek Jana Patočky na hřbitově v Břevnově

Jen malá část Patočkova díla mohla vyjít za jeho života doma. Pětisvazkový výbor vyšel v 80. letech v Německu. Deset knih bylo přeloženo do francouzštiny, další do angličtiny, italštiny, španělštiny a řady dalších jazyků. Od roku 1996 vychází česky v nakladatelství ΟΙΚΟΥΜΕΝΗ edice Sebrané spisy Jana Patočky (do roku 2014 vyšlo 16 svazků).
- Přirozený svět jako filosofický problém, Praha 1936, 1970, 1992
- Česká vzdělanost v Evropě, Praha 1940
- Symbol země u K. H. Máchy, Praha 1944
- Negativní platonismus, Praha 1952, 1990
- Aristoteles, jeho předchůdci a dědicové, Praha 1964
- Kacířské eseje o filosofii dějin, Praha 1975 (samizdat), 1990, 2007
- Co jsou Češi?, Praha 1982, 1989, 1992
- Sókratés, Praha 1991
- Tři studie o Masarykovi, Praha 1991
- Platón a Evropa (přednášky 1973), Praha 1992, 1996
- Evropa a doba poevropská, Praha 1992
- Tělo, společenství, jazyk, svět, Praha 1995
- Umění a čas I, II. Soubor statí, přednášek a poznámek k problémům umění, ed. D. Vojtěch, I. Chvatík, Praha 2004
- Úvod do fenomenologické filosofie, Praha 1993, 2003
- Věčnost a dějinnost, Praha 2007
- Komeniologické studie I, II, III, Praha 1997 (I), 1998 (II), 2003 (III)
- Péče o duši I, II, III, Praha 1996 (I), 1999 (II), 2002 III)
- Češi I, II, Praha 2006 (I), 2007 (II)
- Fenomenologické spisy I, II, III, Praha 2008 (I), 2009 (II), 2014 (III/1)
- Platónova péče o duši a spravedlivý stát, Praha 2012